# Kotryna Juodzevičiūtė

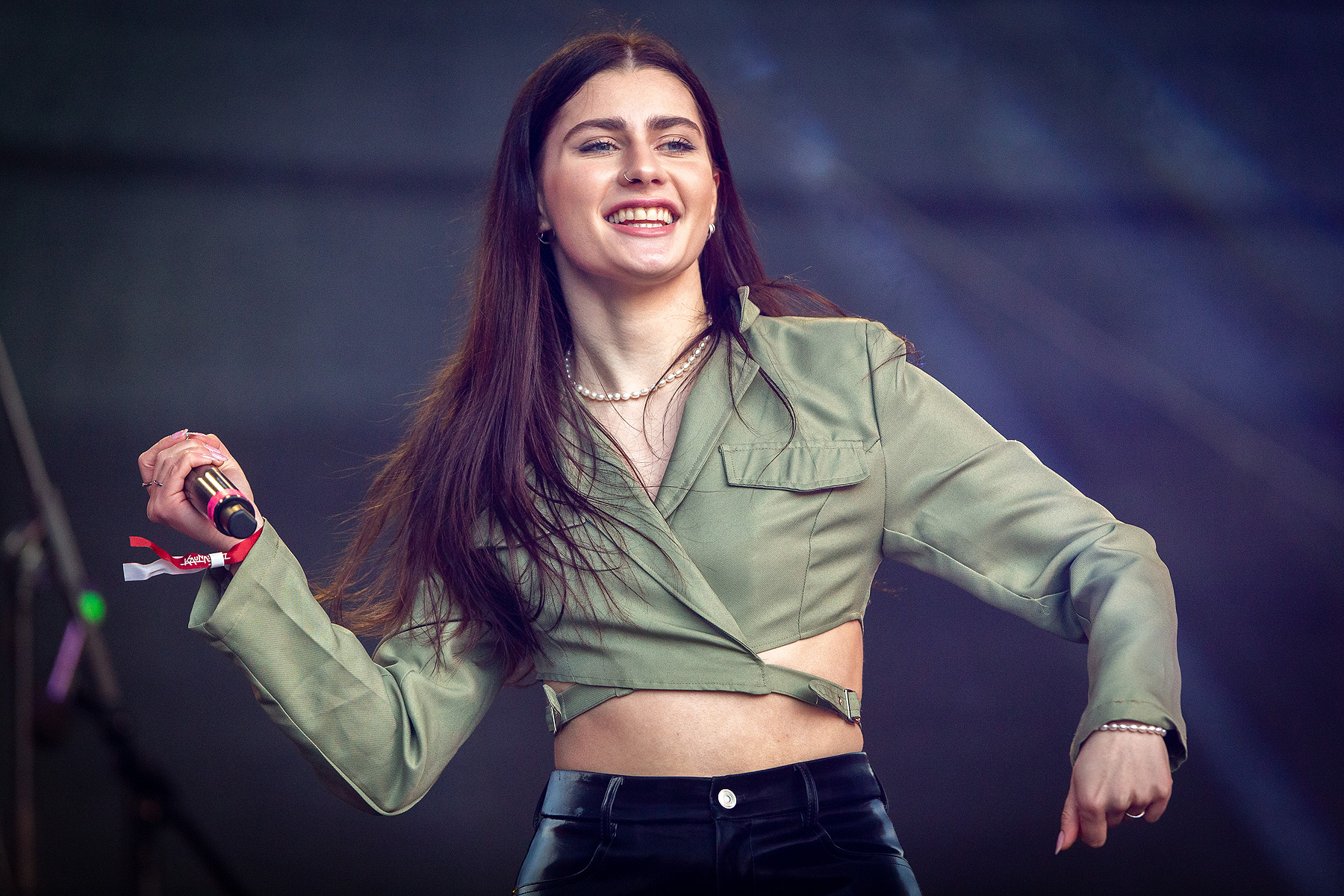
Kotryna Juodzevičiūtė (2022)

Kotryna Juodzevičiūtė (* 13. Mai 1999) ist eine litauische Sängerin.

## Leben
Juodzevičiūtė begann im Alter von zwölf Jahren mit Gesang in der von Vytautas Labutis geführten Band Silent Blast.
Im Jahre 2015 nahm sie an Lietuvos Balsas teil. Die im Januar 2016 endende dritte Staffel der Castingshow gewann sie als Teil des Teams von Donny Montell. Im Mai 2016 war sie Begleitsängerin von Montell beim Eurovision Song Contest 2016 für seinen Titel I’ve Been Waiting for This Night. 2017 nahm sie erstmals an der litauischen Vorentscheidung zum Eurovision Song Contest teil, wo sie im Finale mit dem Titel Love Shadow den dritten Platz erreichte. Auch im Jahr darauf nahm sie an der Show teil, belegte aber mit That Girl lediglich den fünften und vorletzten Platz.
Das von ihr gegründete KJ Collective ist eine Band, die neben Jazz auch litauische Folklore und zeitgenössische Musik spielt. Juodzevičiūtė ist mit ihrer Band mehrfach Gast bei Kaunas Jazz.